# ホークス・ネストトンネル災害
ホークス・ネストトンネル災害(Hawks Nest Tunnel Disaster)あるいはホークス・ネストトンネル事故は、1930年代、アメリカ合衆国ウェストバージニア州南部のトンネル工事において発生した、米国史上最悪とされる労働災害。推定で476名の鉱夫が急性珪肺によって死亡したと言われる。ホークス・ネストの直訳から、タカの巣事件（タカのすじけん）とも呼ばれる。

## トンネルの掘削計画
ウェストバージニア州アロイの下流にある工場への電力供給を増強させるため、この工場を所有するユニオンカーバイド社はニュー川の流路を変えることを決定した。1927年初頭、この事業を請け負ったラインハルト&デニー社は、ゴーリー山の山腹を貫通する3マイル（≒4.8km）に亘るトンネルの工事を始めた。その後すぐに、ニュー川の水のほとんどをトンネルの中に流れ込むようにするためのダムがホークス・ネスト下流に建造された。

## 労働災害の発生
トンネル工事の最中、坑夫らはシリカ鉱石を発見し、その採掘も命じられる。坑夫らは掘削作業時に防塵マスクや呼吸用保護具を一切与えられずに採掘を行った（坑内視察に訪れた現場監督にはそれらの器具が支給された）。これが原因で高濃度のシリカ粉塵にさらされたために、多くの坑夫が珪肺症（シリカ粉塵により肺機能が低下する病気）を患った。多数の坑夫が珪肺が原因で亡くなり、中には1年も経たないうちに亡くなるケースもあった。
この災害による死者数は正確には分かっていない。慰霊碑によると死亡したのは109人とされているが、アメリカ合衆国議会の審理はこれを476人であるとした。更に他の文献では、700人から1,000人以上、多いものでは3,000人とするものもある。それぞれの死者数に大きな差があるのは、ホークス・ネストの坑夫の多くがアメリカ南部出身のアフリカ系アメリカ人で、罹患後にホークス・ネストを離れたり出身地に帰ったりしたため、正確な数を割り出すのが難しくなってしまったのが原因である。

## 事件に関する文学作品
- 詩人のミュリエル・ルーカイザー（英語版）は、この事件に関して一連の詩作品The Book of the Deadを発表した。これらの作品はU.S. 1（1938年発行）に掲載されている。
- ウェストバージニア出身のヒューバート・スキッドモア（英語版）は、坑夫たちとその家族を描いたフィクション小説『ホークス・ネスト』をごく普通の人々の視点から著し、この悲劇的な事実を不滅のものにした。スキッドモアは事故からわずか数年でこの小説を書き上げ（初版の出版は1941年）、事実に忠実に従って書いたものと考えられている[要出典]。
- ホークス・ネストは 、被害妄想的宿命論について批判した書物Trust Us（シェルドン・ランプトン、ジョン・スタウバー（英語版）共著）の中の一節Dying for a Living: The Hawk's Nest Incidentでも言及されている。
- 青年向けのフィクション小説『鉱夫の娘』（The Miner's Daughter、Gretchen Moran Laskas 著）では、勤めていた炭鉱が閉山されてしまった主人公の父と兄が、ホークス・ネストトンネルでの作業に従事しに行く。が、彼らは1年もせずに帰ってきた。父が咳を伴う深刻な病に侵されたからだ。

## 慰霊碑
付近にある慰霊碑には、次のように記されている。